# 7 Samurai Sessions
7 Samurai Sessions -We're Kavki Boiz- – album wydany przez Miyaviego 18 lipca 2007 roku.

## Lista utworów
1. "Selfish Love -Aishitekure, Aishiteru Kara-" – 6:49
(愛してくれ、愛してるから–)
2. "Rock 'N' Roll Is not Dead" – 4:27
(邦題：ロックンロールは眠らない)
3. "Ame ni Utaeba -Pichi Pichi Chapu Chapu Ran Ran Blues-" – 3:46
(雨に唄えば～ピチピチチャプチャプランランブルース～)
4. "Girls, Be Ambitious" – 3:28
5. "Shouri no V-Rock!!" – 4:14
(勝利のV-ROCK!!)
6. "Ashita, Genki ni Naare" – 4:21
(あしタ、元気ニなぁレ)
7. "Kimi ni Negai Wo" – 5:32
(君に願いを)– 4:52
(～世界は君を愛してる～)